# کرمنچوگسکی اویزد
کرمنچوگسکی اویزد (به اوکراینی: Кременчугский уезд) یکی از زیرمجموعه‌های فرمانداری پولتاوا در امپراتوری روسیه بود. در بخش جنوبی فرمانداری قرار داشت. مرکز اداری آن کرمنچوگ (کرمنچوک) بود.

## جمعیت‌شناسی
در زمان سرشماری امپراتوری روسیه در سال ۱۸۹۷ میلادی، کرمنچوگسکی اویزد ۲۴۴/۸۹۴ نفر جمعیت داشت. از این تعداد، ۸۰٫۳٪ به زبان اوکراینی، ۱۳٫۱٪ زبان ییدیش، ۵٫۵٪ زبان روسی، ۰٫۵٪ زبان لهستانی، ۰٫۲٪ زبان آلمانی، ۰٫۱٪ زبان بلاروسی و ۰٫۱٪ زبان تاتاری را به عنوان زبان مادری خود صحبت می‌کردند.